# Alta definición
La alta definición (AD), más conocida como HD (siglas del inglés High Definition), es un sistema de imagen, vídeo o sonido con mayor resolución que las de definición estándar, alcanzando con las resoluciones de 720p, 1080p y 1440p. Si además el vídeo fuera en 3D, sería 3D-HD. A los televisores aptos para la alta definición se les conoce como HDTV.

## Historia de la AD

Comparación visual de la resolución común de vídeo con la de alta definición.

La alta definición, conocida como high definition (HD), es un proyecto que tiene más de cuarenta años de existencia y que se inició cuando la tecnología era aún analógica. Pretendía: 
1. Elevar el número de líneas. PAL, de 625 pasaba a 1250. NTSC, de 525 a 1150 ap.
2. Relación de aspecto: de 4:3 pasaba a 16:9, un formato más alargado, parecido a los formatos panorámicos cinematográficos con bandas negras tanto arriba como abajo (Cinemascope, Panavisión, etc.).
3. Elevar también la frecuencia de cuadro: de 25 imágenes por segundo al doble, llegó hoy en día hasta el triple.
4. También más calidad de audio. Comparable a la obtenida en la reproducción de CD. Mejorándose hasta la de DVD o HDMI.

En un principio hubo dos formatos de alta definición: Muse Narrow y HD Mac, pero el grave problema que tenían estos formatos era que el ancho de banda (36 MHz) que necesitaban para emitir la señal de televisión era mucho mayor que el que permitía la televisión analógica. En Europa se intentó a toda costa que fuera compatible con el PAL con la creación de un formato híbrido D2-Mac. En Japón, en cambio, ignoraron la compatibilidad con el PAL y el NTSC; se desarrolló más, pero en los dos sitios terminó siendo un fracaso absoluto, creando de forma paralela el formato ADC-SDI en EE. UU.

Comparación de los distintos formatos
HDTV, cuatro veces la resolución estándar.
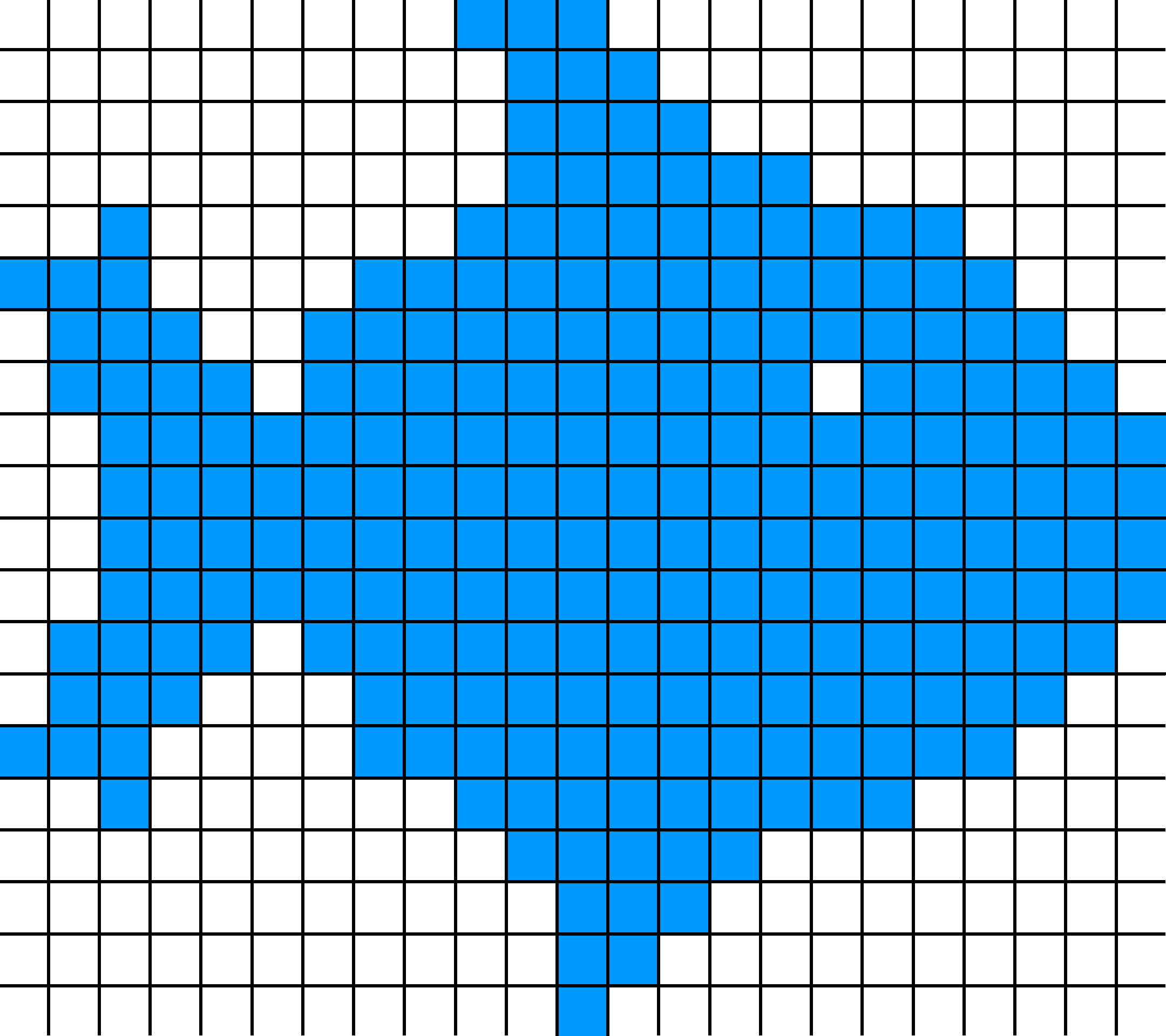
Resolución estándar.

## Características técnicas
- Existen varias resoluciones; las más usadas son:
  - 2560 x 1440 píxeles.
  - 1920 x 1080 píxeles.
  - 1280 x 720 píxeles.
- Tiene dualidad de barridos entre progresivo (p) y entrelazado (i).
- La frecuencia de repetición de cuadro o frame por segundo es variable para satisfacer la necesidad de los diferentes usuarios. Sus valores pueden ser: 24, 25, 30, 50 o 60.
- Su relación de aspecto es fija, de 16:9.
- Al ser digital elimina defectos del PAL y el NTSC.
- Suele estar acompañada de sonido envolvente 5.1 o superior.

### Normas prácticas en AD
| Norma       | Cuadro/s | Barrido     | Vista              | Usuario              |
| ----------- | -------- | ----------- | ------------------ | -------------------- |
| 2560 × 1440 | 60       | (p)         | YouTube (TV y PC)  | YouTube              |
| 2560 × 1440 | 60       | (p)         | Television         | Television QHD 60Hz  |
| 1920 × 1080 | 24       | (p)         | Cine               | Cine                 |
| 1920 × 1080 | 25       | (p)         | Cine en televisión | Televisión DVB 50Hz  |
| 1920 × 1080 | 30       | (p) Full HD | Cine en televisión | Televisión ATSC 60Hz |
| 1920 × 1080 | 50       | (i) Full HD | Televisión         | Televisión DVB 50Hz  |
| 1920 × 1080 | 60       | (i)         | Televisión         | Televisión ATSC 60Hz |
| 1280 × 720  | 25       | (p)         | Cine en televisión | Televisión DVB 50Hz  |
| 1280 × 720  | 30       | (p) HD      | Cine en televisión | Televisión ATSC 60Hz |

## Emisión digital en AD
La tecnología digital mejora la calidad del estándar. Permite, gracias a la compresión, bajar el ancho de banda necesario para la emisión. Después del fracaso del HDTV analógico Europa optó por crear un sistema de televisión digital (en origen basado en D2-Mac), para lo cual creó el sistema de compresión de video MPEG junto con Japón. A dicho sistema lo llamaron DVB, con la ventaja para reducir las exigencias de ancho de banda por canal. Hoy en día se hace sobre todo por satélite, pero el cable y la Televisión Digital Terrestre son una opción asequible para el futuro, posteriormente Europa llegó a un acuerdo con Japón para adoptar el estándar de video HD 1080i en detrimento del HD americano 720p, como resultado de este acuerdo Japón desarrolló una versión propia basada en DVB, al que se llamó ISDB. 
En Estados Unidos cientos de cadenas ya emiten en alta definición, especialmente eventos deportivos en Pay Per View (PPV o pago por visión).
En Europa, empezó la emisión de Euro 1080 en 2004, un nuevo canal de HD. Es el primero que trabaja con 1920 × 1080 píxeles, cumpliendo la normativa europea de compresión estándar (DVB-S MPEG2). Este se emite por el satélite europeo Astra y tiene un canal convencional y otro de eventos para Pay Per View. 
En España las primeras emisiones en HD se realizaron en 1992 durante la Exposición Universal de Sevilla y los Juegos Olímpicos de Barcelona en el formato analógico HD Mac, formato que fue abandonado en 1995. Canal+ 1 HD, Canal+ 2 HD, Canal+ Xtra HD, Canal+ Acción HD, Canal+ Comedia HD, Canal+ DCine HD, Canal+ Liga 2 HD, Canal+ Liga de Campeones HD, Canal+ Liga de Campeones 2 HD, Canal+ Liga de Campeones 3 HD, Canal+ Deportes HD, Canal+ Deportes 2 HD, Canal+ Fútbol HD, Canal+ Golf HD, Canal+ 3D, Taquilla HD y Taquilla HD 2, canales de pago prémium que se pueden ver con iPlus, a través de la plataforma de satélite Canal+.
Calle 13 Universal HD, FOX HD, AXN HD, TNT HD, SyFy Universal HD, Cosmo HD, Fox Crime HD, AXN White HD, National Geographic Channel HD, Nat Geo Wild HD, Viajar HD, Discovery HD, Disney Cinemagic HD, Canal Hollywood HD, MGM HD, Sundance Channel HD, Canal+ Liga HD, Eurosport HD, Trace Sports HD, Disney Channel HD, MTV Live HD, Mezzo Live HD y Unitel Classica HD son los canales de pago en alta definición disponibles en España en diversas plataformas. También algunas televisiones autonómicas emiten o han emitido en este formato a través de DVB-T Mpeg4 1080i, como Aragón Televisión (Aragón 2 HD), Canal 9 (Canal 9 HDTV) en la Comunidad Valenciana, Televisión de las Islas Baleares IB3 HD o TV3, en Cataluña (TV3 HD). En 2009 comenzaron las emisiones en pruebas en abierto de TVE HD, que desde abril de 2010 se comienzan a recibir en otras regiones de España. Este canal ya había tenido una corta andadura en 2008 cuando retransmitió a través de Digital+ los Juegos Olímpicos de Pekín, sustituyendo en su frecuencia a Canal+ HD y desapareciendo tras la finalización del evento. En Asturias, la cadena autonómica TPA (Televisión del Principado de Asturias) comenzó sus emisiones en pruebas en HD con el partido del Real Oviedo contra el Mallorca B. Para conseguir el ancho de banda necesario, quitaron del mux los canales TPA 8 y Localia. En Madrid, desde octubre de 2010 emite oficialmente Telemadrid HD, en octubre de 2010 comienzan las emisiones de Antena 3 HD, Telecinco HD y en noviembre de 2010 La Sexta HD. (Los canales HD en DVB-T que emiten en España son gratuitos). 
En México, la emisión digital de televisión el alta definición comenzó en los años 1990 con Televisa, en colaboración con la compañía japonesa NHK. Desde 2005, tanto Televisa como TV Azteca abrieron sus canales de televisión abierta a canales HD Digital ATSC. Actualmente en México se emite Canal de las Estrellas HD, Foro TV HD, Canal 5 HD, Azteca 7 HD, Galavisión HD, Canal 11 TV México HD, Azteca 13-HD, Canal 22-HD y Canal 40 HD gratis en las principales ciudades de México (todos a excepción de Foro TV HD, que se transmite solamente en la Ciudad de México); y en televisión de paga se pueden sintonizar canales como MTV-HD, National Geographic Wild HD, CNN HD, FOX HD, FOX News HD, HBO HD, Movie City HD, TDN-HD, OnDemand HD, FOX Sports HD, Rush HD, NFL HD y Concert Channel HD, entre otros. Desde su lanzamiento estos canales están disponibles en las ciudades principales de México.
En Costa Rica, la emisión digital en Alta definición comenzó en noviembre de 2006, cuando Teletica Canal 7 adquiere los equipos necesarios para la transmisión simultánea en HD. Teletica HD y Repretel HD son los únicos canales de Costa Rica en transmitir en HD, aunque, gracias a los distintos sistemas de TV de paga, se pueden disfrutar de varios canales internacionales en Alta Definición, por ejemplo ESPN HD, Fox Sports HD, Discovery HD Theater, Food HD, HGTV HD, Movie City HD, CNN HD, entre otros.
En Cuba,la emisión digital en Alta Definición comenzó en 2017 cuando el Canal Caribe inició transmisiones,en Cuba actualmente existen cuatro canales en Alta Definición y una señal internacional,  Cubavisión HD,  Telerebelde HD Canal Caribe, RT en Español y una señal internacional que se transmite por satélite  Cubavisión Internacional HD.

## Cine en AD
Los fabricantes hacen líneas especiales de cámaras, controladores de colorimetría y ediciones para sustituir la película. El HD, respecto al viejo 35 mm, ofrece presupuestos más bajos, facilidad de manipulación en el montaje, agilidad en el tratamiento y facilidad de introducción de técnicas de síntesis.
George Lucas, James Cameron, Robert Rodriguez y Bryan Singer, Tim Burton por ejemplo, han utilizado estos sistemas de HD que logran la máxima calidad, de tal manera que el resultado final es casi idéntico en algunos casos.

### Distribución y exhibición
Una vez terminada la película puede pasarse a un filme para exhibirse con los proyectores tradicionales, que es lo que se hace actualmente (aunque es un contrasentido volver a los métodos antiguos). El triunfo absoluto de la tecnología digital ocurrirá cuando la exhibición en todos los cines se haga también a través de proyectores de vídeo digitales. El transporte de la película puede hacerse directamente empleando tecnología vía satélite, y por ello una película puede estrenarse simultáneamente en todo el mundo.

## La televisión de AD, motor y arma competitiva
La estrategia de implantación de la Televisión Digital Terrestre (TDT), seguida de los broadcasters norteamericanos, se apoya mayoritariamente en las emisiones de alta definición, lo que la convierte en un arma estratégica para la era digital. Aplazan para el futuro el empleo de las otras ventajas que ofrece la TDT.
Un síntoma de la fuerza competitiva de la televisión de alta definición es que los operadores de satélite y cable se han lanzado a la oferta de emisiones y canales de alta definición.
Los macrogéneros dominantes en la oferta de televisión de alta definición de satélite y cable son la ficción y el deporte, aunque hay una considerable presencia de la información e incluso alguna incursión en los servicios avanzados y de carácter interactivo.
La opción de tomar como motor la televisión de alta definición ha actuado como elemento dinamizador y ha promovido la apuesta por competir en este terreno. Esto actúa como un elemento unificador de fondo que podrá favorecer la convergencia final de intereses entre operadsta por los servicios innovadores de carácter interactivo.

## Audio de AD
En los primeros años de este siglo XXI han aparecido dos formatos de audio (no de sonido para televisión y cine, sino solo de audio) que han sido etiquetados como formatos de alta definición. Son el DVD-Audio y el SACD.
El sonido en alta definición se caracteriza principalmente por ser un estándar de calidad que puede llegar a admitir hasta 8 canales de audio, en el caso del DVD-Audio cada uno codificado con 24 bits y una frecuencia máxima de muestreo de 192 kHz, con una respuesta en frecuencia de 96 kHz y una relación señal a ruido de 144 dB máximos en toda la banda de frecuencias. En el caso del SACD (Super Audio CD) se usa una frecuencia de muestreo de 2,8 MHz pero un solo bit, dando lugar a una respuesta en frecuencia de 100 kHz, con una relación señal a ruido de 120 dB hasta 20 kHz. En ambos sistemas el ancho de banda de frecuencias reproducibles (si los altavoces lo permiten) supera ampliamente al de respuesta del oído humano (desde 20 Hz aproximadamente hasta los 20 kHz).
Dos estándares comerciales de audio en HD son:
- DTS-HD[2] (Digital Theater System-High Definition) (usado en cines y también en películas y videojuegos en formato DVD, HD DVD y Blu-Ray).
- TrueHD[3] de Dolby Digital (competencia directa del DTS-HD).

## Formatos actuales a nivel doméstico
Se libraba una «batalla» de formatos entre el HD DVD y el Blu-ray. El primero, apoyado por compañías como Toshiba y Microsoft; el segundo, por otras compañías multinacionales entre las cuales está Sony o Philips. Así Microsoft vendía de forma opcional reproductores HD DVD como accesorio a su consola Xbox 360, mientras que Sony incluyó de serie un reproductor de Blu-Ray en su PlayStation 3.
El 7 de enero de 2008, la Warner Bros. anunció que se decantaba por el Blu-Ray y 7 días después se hizo pública la noticia de que la Universal no iba a renovar por el formato HD DVD e iba a empezar a trabajar con el formato rival. Asimismo Microsoft, tradicional defensora del formato HD DVD, insinuó que su apoyo iba a ir al formato ganador de la contienda. En un breve plazo de tiempo el formato HD DVD recibió muchos y duros golpes, a los que intentó hacer frente con una drástica reducción de precio de sus lectores, que se encontraban a precio asequible para el consumidor doméstico (100 €), frente a los 500 € que costaban los reproductores Blu-Ray. (Precios referenciales al 30/01/2008.)
El 19 de febrero de 2008, después de la pérdida del apoyo de algunos de los principales estudios productores de material cinematográfico, Toshiba anunció en rueda de prensa que dejaría de impulsar el formato HD DVD, otorgando la victoria al Blu-Ray en la llamada Guerra de Formatos. La razón principal alegada por Toshiba sería «diversos cambios producidos en el mercado».
Las diferencias entre ambos formatos y los DVD son:
|                                           | BD                                                         | HD DVD                                       | HD VMD                                     | DVD           |
| ----------------------------------------- | ---------------------------------------------------------- | -------------------------------------------- | ------------------------------------------ | ------------- |
| Capacidad en capa simple (GB)             | 23,3 25 27                                                 | 15                                           | 19                                         | 4,7           |
| Capacidad en capa doble (GB)              | 46,6 50 54                                                 | 30                                           | 24                                         | 8,5           |
| Capacidad en capa triple (GB)             | 100                                                        | No aplica                                    | No aplica                                  | No aplica     |
| Capacidad en capa cuádruple (GB)          | 128                                                        | No aplica                                    | No aplica                                  | No aplica     |
| Longitud de onda del rayo láser (nm)      | 405                                                        | 405                                          | 650                                        | 650           |
| Tasa de transferencia datos (Mb/s)        | 36,0 54,0                                                  | 36,55                                        | 40,0 (no indica si es datos o audio/vídeo) | 11,1 10,1     |
| Formatos soportados                       | MPEG-2 MPEG-4 AVC VC-1 HEVC en el caso de Blu-ray Ultra HD | MPEG-2 VC-1 (basado en WMV) H.264/MPEG-4 AVC | MPEG-1 MPEG-2 MPEG-4 AVC VC-1              | MPEG-1 MPEG-2 |
| Resistencia al maltrato y la suciedad     | Sí                                                         | No                                           | No                                         | No            |
| Resolución máxima de vídeo compatible (p) | 1080 y 4K en el caso de Blu-ray Ultra HD                   | 1080                                         | 1080                                       | 480 576       |

- Datos: Q2916762
- Multimedia: Resolution standards / Q2916762

### Blu-ray
El Blu-ray tiene una capacidad de 25 GB (capa simple y a una cara), lo que supone alrededor de seis horas de vídeo y audio en alta definición. También los hay con capacidad de 50 GB (doble capa, una cara), 100 GB (triple capa) y 128 GB (cuatro capas). Los discos de 100 y 128 GB se conocen como BDXL y entran dentro del propio estándar Blu-Ray, sin embargo son incompatibles con cualquier lector que no tenga soporte para BDXL. Los primeros lectores compatibles han empezado a salir en el año 2011.
Este formato obtiene su nombre del color azulado del láser que lo lee (blue ray significa ‘rayo azul’). La desventaja de este formato es que su precio es más elevado que el de HD DVD, siendo así el coste poco mayor al doble de su competidor.

### HD DVD y OGG
El HD DVD (High Density Digital Versatile Disc) posee una capacidad de almacenaje inferior que Blu-ray, siendo esta de unos 15 GB (capa simple, una cara) unas cuatro horas de vídeo en alta definición. Toshiba anunció un HD DVD de 51 GB.
La gran ventaja de este formato era que es mucho más barato de producir y vender debido a su semejanza con el DVD convencional.
Al final, este formato fue abandonado en favor del Blu-ray.
Ogg es un formato contenedor HD, desarrollado por la Fundación Xiph.org y es el formato nativo para los códecs multimedia que también desarrolla Xiph.org. El formato es libre de patentes y abierto al igual que toda la tecnología de Xiph.org, diseñado para dar un alto grado de eficiencia en el "streaming" y la compresión de archivos.